# Lassaad Ben Osman
Lassaad Ben Osman (arabe : لسعد بن عصمان), né le 16 février 1926 à Tunis et mort le 20 mars 2015, est un homme politique tunisien, ayant occupé plusieurs postes importants auprès du président Habib Bourguiba, et l'un des bâtisseurs de la Tunisie moderne.

## Biographie
Ingénieur hydraulicien diplômé de l'École nationale supérieure des mines de Paris, il commence sa carrière professionnelle à la direction des travaux publics en 1949. Il est l'artisan de la mise en valeur de la vallée de la Medjerda ainsi que du plan directeur des eaux du Nord.
Sous-secrétaire d'État à l'Agriculture en 1961, il devient secrétaire d'État auprès du ministre de l'Agriculture le 7 novembre 1969 puis ministre des Travaux publics et de l'Habitat entre le 6 novembre 1970 et le 29 octobre 1971. Brièvement PDG de Tunisair, il est nommé le 30 novembre 1973 comme ministre des Transports et des Communications puis de l'Équipement le 25 septembre 1974. Parallèlement, il est élu député et siège à l'Assemblée nationale de 1974 à 1986.
Le 7 novembre 1979, il devient ministre de l'Agriculture, poste qu'il occupe durant seize ans. Il est également président du conseil de l'Organisation des Nations unies pour l'alimentation et l'agriculture de 1985 à 1989 et de l'Union tunisienne de solidarité sociale de 2001 à 2002.
Mort le 20 mars 2015 à l’âge de 89 ans, il est enterré le jour même au cimetière du Djellaz.